# La Chapelle-Rablais
La Chapelle-Rablais är en kommun i departementet Seine-et-Marne i regionen Île-de-France i norra Frankrike. Kommunen ligger i kantonen Nangis som tillhör arrondissementet Provins. År 2022 hade La Chapelle-Rablais 907 invånare.

## Befolkningsutveckling
Antalet invånare i kommunen La Chapelle-Rablais
| Referens: INSEE |